# Rozdzielna I
Rozdzielna I (ukr. Роздільна I) – węzłowa stacja kolejowa w miejscowości Rozdzielna, w rejonie rozdzielniańskim, w obwodzie odeskim, na Ukrainie. Węzeł linii Żmerynka – Odessa z linią do Tyraspolu.

## Historia
Stacja powstała w XIX w. na drodze zależnej Odessa – Podwołoczyska, pomiędzy stacjami Kołątajówka i Migajewo.
W 2003 oddano do użytku nowy budynek dworca. Był on drugim, po Kijowie Pasażerskim, budynkiem dworcowym na Ukrainie w pełni odpowiadającym europejskim normom.

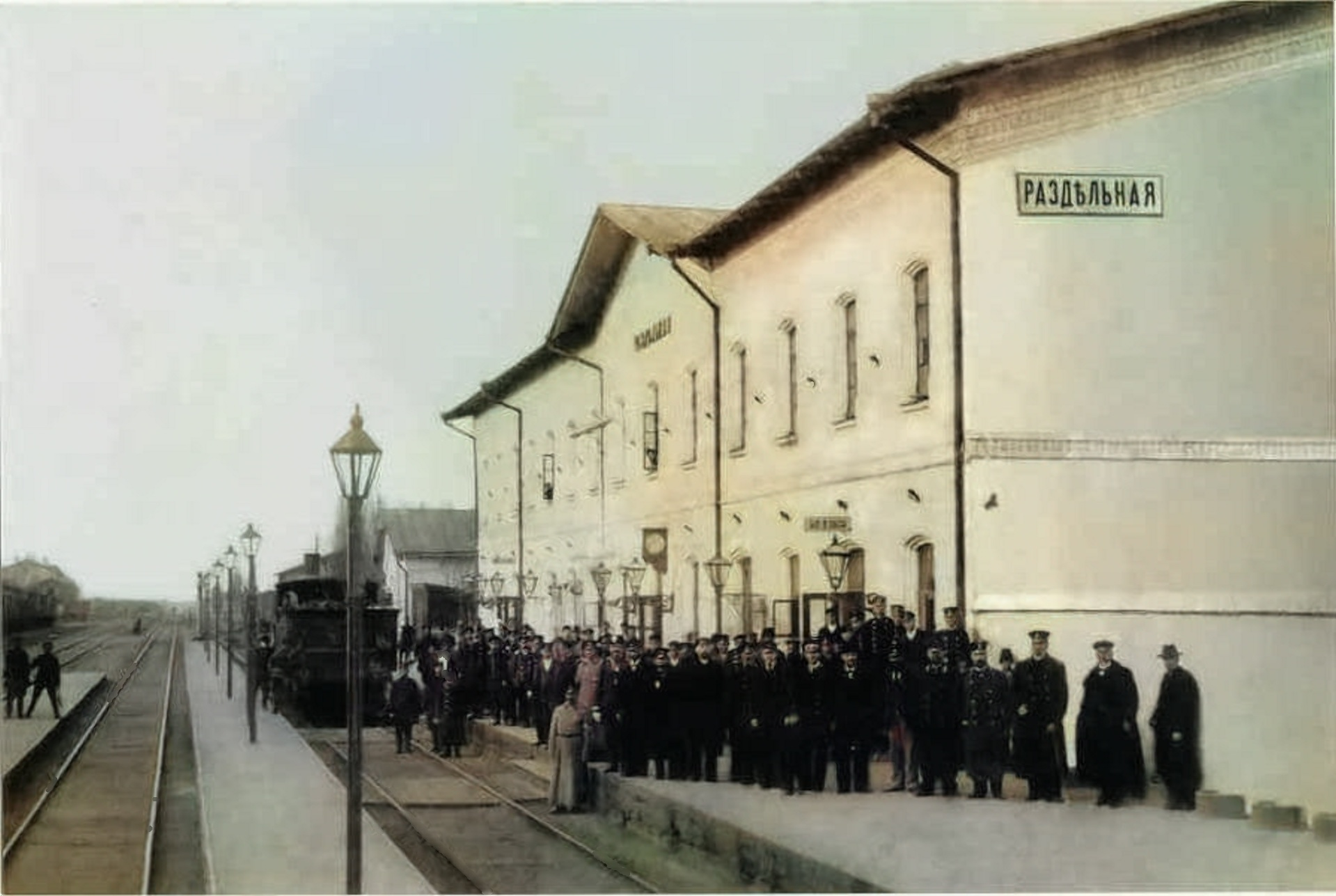
stacja w 1893
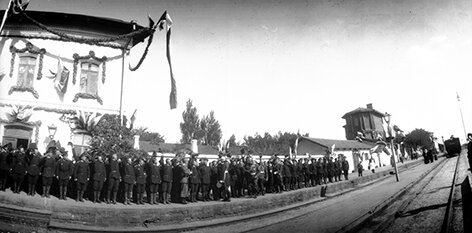
spotkanie z Mikołajem II na stacji Rozdzielna (1904)